# Craig Reynolds
Craig W. Reynolds (* 15. März 1953 in Chicago, USA) ist Experte auf den Gebieten künstliches Leben und Computergrafik, der im Jahr 1986 die Boids-Simulation veröffentlichte.
Er arbeitete an den Filmen Tron (1982) und Batmans Rückkehr (1992) mit. Außerdem entwickelte er bei Sony Computer Entertainment America die OpenSteer-Bibliothek, die Schwarmverhalten in Spielen und Animationen unterstützt.